# Tambor
Tambor è un distretto della Costa Rica facente parte del cantone di Alajuela, nella provincia di Alajuela.